# Агафангел (Харамантидис)
Митрополи́т Агафа́нгел (греч. Μητροπολίτης Αγαθάγγελος, в миру Васи́лиос Хараманти́дис греч. Βασίλειος Χαραμαντίδης; род. 1961, Халки, Южные Эгейские острова) — епископ Элладской православной церкви, титулярный митрополит Фанариотский (с 2003), викарий Афинской архиепископии.

## Биография
Родился в 1961 году на острове Халки в Греции.
Окончил богословский институт Афинского университета и обучался в аспирантуре Аристотелевского университета в Салониках.
В 1983 году митрополитом Фиванским Иеронимом (Лиаписом) был хиротонисан в сан диакона, а в 1988 году — в сан пресвитера. Служил в Фиванской и Левадийской митрополии.
В 2001 году был назначен директором диаконической службы (Αποστολικής Διακονίας) Элладской православной церкви.
9 января 2003 года Священным синодом иерархии Элладской православной церкви был избран (57 голосами) для рукоположения в сан епископа Фанариотского, викария Афинской архиепископии (2 голоса — за архимандрита Кирилла (Мисьякулиса) и 1 голос — за архимандрита Дионисия (Мандалоса); 13 бюллетеней были пустыми). 13 января 2003 года в кафедральном Благовещенском соборе в Афинах состоялась его архиерейская хиротония.
27 июня 2019 года решением Священного синода Элладской православной церкви был удостоен возведения в сан титулярного митрополита.